# Бромид актиния(III)
Бромид актиния(III) — AcBr3, неорганическое бинарное соединение, актиниевая соль бромоводородной кислоты. Бесцветные гексагональные кристаллы, хорошо растворимые в воде. Температура возгонки 800 °C. 
Впервые был получен в 1950 году нагреванием оксида или оксалата актиния с бромидом алюминия при 750 °C:
{\displaystyle {\mathsf {2AlBr_{3}+Ac_{2}O_{3}=2AcBr_{3}+Al_{2}O_{3}}}}